# Tuna, Ljungby kommun
Tuna är en ort i Ljungby kommun, Kronobergs län. Tuna ligger sydväst om Ryssby vid Ryssbysjön nordvästra hörn, i Ryssby socken, Sunnerbo härad. År 1995 och 2000 räknades Tuna som småort av SCB.